# Swanlights
Albums de Antony and the Johnsons
The Crying Light
(2009) Cut the world
(2012)
Swanlights est le quatrième album du groupe Antony and the Johnsons, sorti le 12 octobre 2010 sur le label Secretly Canadian.

## Liste des titres
1. Everything Is New - 4:32
2. The Great White Ocean - 4:59
3. Ghost - 3:08
4. I'm In Love - 3:52
5. Violetta - 0:36
6. Swanlights - 6:07
7. The Spirit Was Gone - 3:17
8. Thank You For Your Love - 4:14
9. Flétta (duo avec Björk) - 4:23
10. Salt Silver Oxygen (arrangé par Nico Muhly) - 3:52
11. Christina's Farm - 7:23

L'édition spéciale de l'album inclut un livret de 144 pages contenant peintures, collages, photographies, et textes de Antony Hegarty.